# Кеннет Паал
Кеннет Іммануель Паал (нід. Kenneth Immanuël Paal, нар. 24 червня 1997, Арнем, Нідерланди) — суринамський футболіст, фланговий захисник англійського клубу «Квінз Парк Рейнджерс» та національної збірної Суринаму.

## Ігрова кар'єра

### Клубна
Кеннет Паал є вихованцем клубної академії «Неймегена». У 2010 році він приєднався до молодіжної команди ПСВ і в серпні 2014 року Паал дебютував на професійному рівні в складі «Йонг ПСВ» у турнірі Еерстедивізі. З 2015 року футболіст виступав за першу команду ПСВ у вищому дивізіоні.
Зігравши в основі ПСВ п'ять матчів, сезон 2018/19 Паал провів в оренді в клубі «Зволле». Після закінчення терміну оренди в травні 2019 року захисник підписав з цим клубом трирічний контракт на постійній основі.
Після закінчення контракт з клубом «Зволле», влітку 2022 року Паал перейшов до англійського «Квінз Парк Рейнджерс», з яким підписав контракт на три роки. 30 липня 2022 року Паал провів першу гру у новій команді в турнірі англійського Чемпіоншипа.

### Збірна
На міжнародному рівні Кеннет Паал починав виступи в складі юнацьких збірних Нідерландів. Разом з юнацької збірною Нідерландів (U-17) у 2014 році Паал став стрібним призером юнацького чемпіонату Європи, що проходив на Мальті.
Паал народився у Нідерландах і має суринамське походження. 22 вересня 2022 року у товариському матчі проти Нікарагуа Паал дебютував у складі національної збірної Суринаму.

## Титули
Нідерланди (U-17)
 Віце - чемпіон Європи: 2014